# 楊掄 (萬曆進士)
杨抡（？—1634年），号桐庵，又号鹤浦，云南鹤庆府（今鹤庆县等地）人，白族。明朝政治人物、音乐家。萬曆癸丑進士，官至尚寶司少卿。崇禎初以行人司司正擔任琉球册封副使，前往琉球國冊封世子尚豐爲中山王。這也是明朝最後一次派遣琉球冊封使團。

## 生平
万历三十四年（1606年）丙午科举人。万历四十一年（1613年）癸丑科进士。累官行人司司正。
崇祯二年（1629年），琉球国尚豐王遣使請封。按照惯例，朝廷应派给事中和行人各一人，充任琉球册封使。正使已选定杜三策，副使则在行人萧士玮和孔闻籍中遴选。然而，两人互相推诿，互骂至楊掄门前。楊掄忍无可忍，索性自请担任副使。崇祯帝便下诏升楊掄为京堂，萧士玮降三级并调外任，孔闻籍不准参与考选，调南京用。使团经过四年筹备，於崇祯六年（1633年）正式前往琉球，从行人员共约五百余，封舟自福建长乐“五虎门”出海，四日后到达琉球国，停留五月有余。归途在海上遇风，“舵牙日折几十次，勒索皆断”，险入鱼腹。崇禎七年（1634年）二月，使团复命，杨抡升任尚宝司少卿，因旅途因惊惧成疾，不久卒。归葬鹤庆城东南班登山杨氏祖茔。

## 著作
辑有《真传正宗琴谱》，分為《太古遗音》和《伯牙心法》二冊，主要收錄琴歌。